# Alfons Tomke
Alfons Tomke (ur. 16 lipca 1918 w Zakrzewie) – polski działacz Związku Polaków w Niemczech.

## Życiorys
Jest synem Marii i Franciszka i miał ośmioro rodzeństwa. Wychowywał się w bardzo patriotycznej rodzinie, oboje rodzice należeli do Związku Polaków w Niemczech. Jako 19-latek brał udział w I Kongresie Związku Polaków w Niemczech w Berlinie (1938). W 1938 roku, przed wcieleniem do wojska, pół roku pracował w Rzeszy koło Szwerina przy budowie kanału. Tam zachorował i trafił do szpitala. W marcu 1939 roku został zwolniony i wrócił do domu. Otrzymywał rentę z tytułu niezdolności do pracy, a mimo to został wcielony do wojska. W 1943 trafił do koszar, następnie na front wschodni. Okres krwawych walk spędził na tyłach, gdzie kopał rowy i pilnował transportów. Tam ponownie zachorował. Przetransportowany w głąb Niemiec leżał w szpitalu. Następnie trafił w okolice Leningradu, gdzie trafił do niewoli. 5 lat spędził w łagrze – pracował w kopalni. Tam uległ kolejnemu wypadkowi. Pomimo tego nie został zwolniony. Po 5 latach w 1949 roku wrócił do Berlina. Następnie powrócił do domu. Znalazł pracę w urzędzie gminy. Od 1962 roku pracował w banku aż do emerytury.
Starszy brat Józef Tomke (ur. 1911) był nauczycielem, kierował w latach 1935–1938 mniejszościową Katolicką Szkołą Polską w podolsztyńskim Brąswałdzie oraz udzielał się w polskim harcerstwie w Prusach Wschodnich.
Jest członkiem Związku Kombatantów i Osób Represjonowanych. W lipcu 2023 roku skończył 105 lat.

## Nagrody i wyróżnienia
Alfons Tomke jest laureatem XXIV edycji nagrody im ks. dr. Bolesława Domańskiego, przyznanej mu Katolickie Stowarzyszenie Civitas Christiane. Ponadto otrzymał:
- Medal Rodła
- Brązowy Krzyż Zasługi[2]
- Medal Senatu RP (2018)[5]
- Tytuł „Zasłużony dla Gminy Zakrzewo” (2018)[6].